# Monika Linkytė
Monika Linkytė (ur. 3 czerwca 1992 w Gorżdach) – litewska piosenkarka popowa. Dwukrotna reprezentantka Litwy w Konkursie Piosenki Eurowizji (2015 i 2023).

## Życiorys

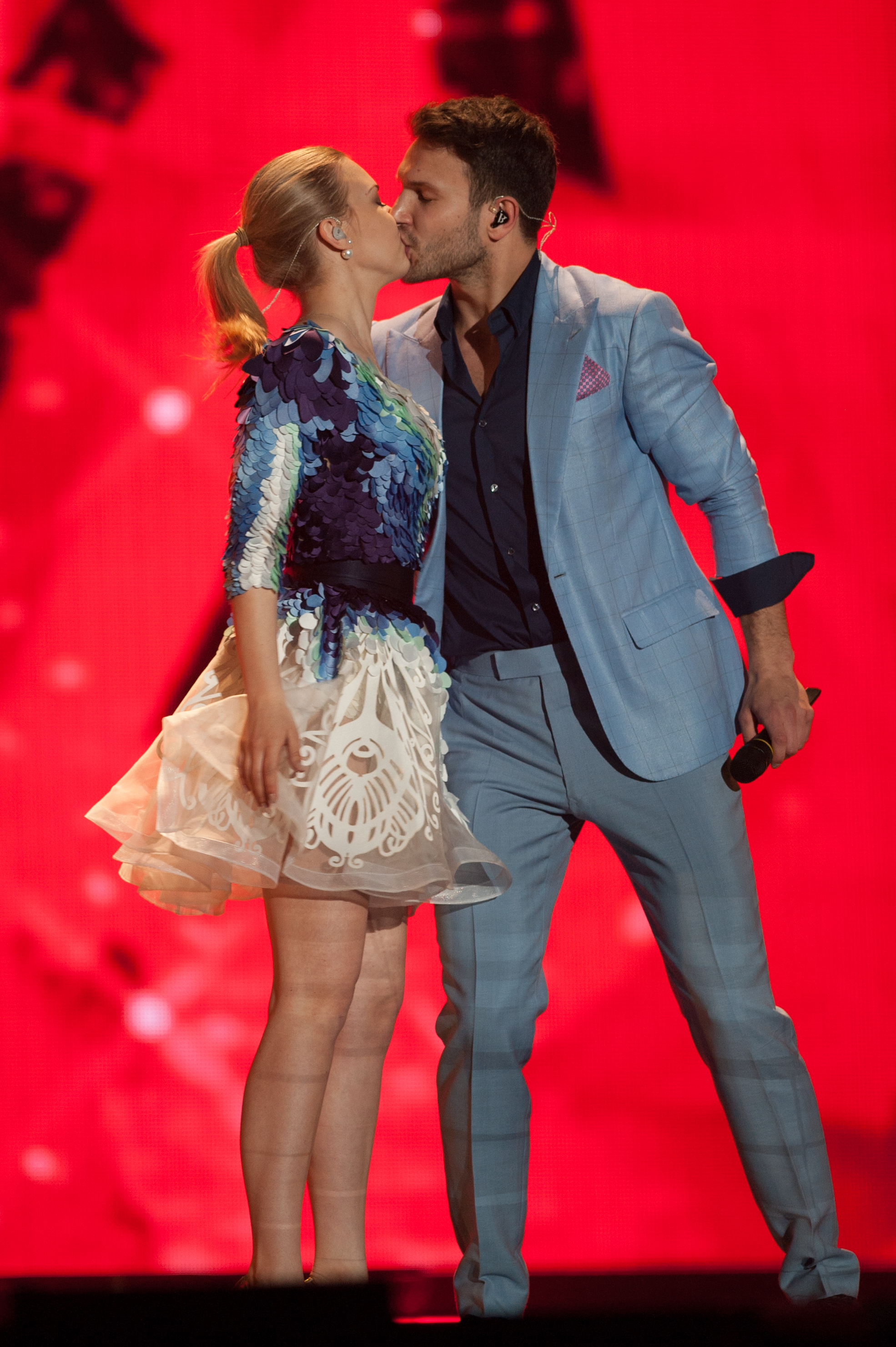
Monika Linkytė i Vaidas Baumila podczas prób do występu w 60. Konkursie Piosenki Eurowizji w Wiedniu, maj 2015

Ukończyła szkołę muzyczną w klasie fortepianu oraz studiowała prawo na Uniwersytecie Wileńskim. Mając 15 lat, wystąpiła gościnnie podczas jednego z koncertów Linasa Adomaitisa.
W 2007 wzięła udział w krajowych eliminacjach do 5. Konkursu Piosenki Eurowizji dla Dzieci. W latach 2010–2012 corocznie brała udział w finale litewskich eliminacji do Konkursu Piosenki Eurowizji: w 2010 zajęła 10. miejsce (z piosenką „Give Away”), w 2011 – czwarte miejsce (z „Days Go By”), w 2012 – trzecie miejsce (z „Happy”). W 2013 z piosenką „Baby Boy” dotarła do finału selekcji, ale zrezygnowała z udziału w nim z powodu choroby, a w 2014 odpadła na etapie półfinałowym eliminacji. 
W 2014 z piosenką „Tonight” reprezentowała Litwę podczas konkursu „Nowa Fala” w Jurmale, na którym zajęła czwarte miejsce. W 2015 kolejny raz wzięła udział w eliminacjach do Konkursu Piosenki Eurowizji. Dotarła do finału, rozgrywanego 21 lutego 2015, i zajęła w nim pierwsze miejsce wraz z Vaidasem Baumilą za wykonanie piosenki „This Time”, z którą reprezentowali Litwę podczas 60. Konkursu Piosenki Eurowizji organizowanego w Wiedniu. 21 maja 2015 otworzyli drugi półfinał konkursu i awansowali do finału, w którym zajęli 18. miejsce, zdobywszy 30 punktów. Podczas obu występów na scenie pocałowały się trzy pary, w tym sami wykonawcy, a także chórzyści: para mężczyzn i kobiet, co reprezentanci określili jako „wiadomość, że Litwa integruje się z Europą i chce równych praw dla wszystkich”. Występ odbił się szerokim echem w sieci. We wrześniu 2015 wydała debiutancki, solowy album studyjny pt. Walk with Me. Promowała go singlami: „This Time” i „Po dangum”.
W październiku 2020 będzie brała udział w drugiej edycji programu rozrywkowego LRT Šok su žvaigžde.
18 lutego 2023 została wybrana na reprezentantkę Litwy w 67. Konkursie Piosenki Eurowizji (2023) z utworem „Stay”. 11 maja wystąpiła jako piętnasta w kolejności w drugim półfinale konkursu i z czwartego miejsca zakwalifikowała się do finału, który został rozegrany 13 maja. Zajęła w nim 11. miejsce po zdobyciu 127 punktów, w tym 46 pkt od telewidzów (15. miejsce) i 81 pkt od jurorów (11. miejsce).

## Dyskografia
Albumy studyjne
- Walk with Me (2015)